# Evonik Industries
Evonik Industries AG — немецкий концерн, был создан 12 сентября 2007 года в результате реструктуризации немецкой группы горнодобывающих и технологических компаний RAG (нем.). В списке крупнейших компаний мира Forbes Global 2000 за 2022 год заняла 834-е место.

## История
В первой половине XX века основой энергетики Германии была добыча каменного угля, однако с 1950-х годов спрос на него начал падать по ряду причин: возможность импортировать более дешёвый уголь, дешёвая нефть с Ближнего Востока, повышение энергоэффективности основных потребителей угля (тепловых электростанций и сталелитейных комбинатов). Для спасения угледобывающей отрасли Германии в 1968 году был создан крупный концерн Ruhrkohle AG («Рурский уголь», сокращённо RAG), объединивший большинство шахт страны; в него вошли 52 шахты, 29 производителей кокса и несколько других предприятий, всего 183 тыс. сотрудников. Концерн был частным, но получал поддержку от правительства в виде протекционистских тарифов и субсидий. Одной из основных задач концерна было постепенное сокращение угледобычи без создания социальной напряжённости; к 1984 году под контролем RAG было уже 23 шахты, 12 коксовых заводов и 122 тыс. сотрудников, к 1991 году — 12 шахт. Вместе с тем концерн осваивал смежные направления деятельности — электроэнергетика, морской и железнодорожный транспорт, углехимию, озеленение территорий закрытых шахт и предприятий, операции с недвижимостью. К середине 1990-х годов только половина выручки RAG приходилась на уголь, в связи с чем название было изменено на RAG AG. В 1999 году были куплены угледобывающее компании в Австралии и США (где себестоимость добычи была в 10 раз ниже, чем в Германии), также началось сотрудничество с угледобывающими предприятиями КНР и была создана нефтехимическая дочерняя компания STEAG. В 2006 году была куплена химическая компания Degussa, после чего химическое производство стало приоритетным направлением деятельности для RAG.
Degussa была основана в 1874 году под названием Deutsche Gold-und Silber-Scheideanstalt («Предприятие по очистке золота и серебра») для снабжения франкфуртского монетного двора драгметаллами. Позже компания начала производить краски для фарфора, перекись водорода, перборат натрия и другие вещества, были открыты филиалы в США и странах Европы. В 1930-х годах компания начала осваивать органическую химию, также были куплены несколько химических и фармацевтических компаний. В 1987 году фармацевтическое подразделение было реорганизовано в дочернюю компанию Asta Pharma, которая была продана в 2001 году.
Ещё в 2005 году появились планы выделения неугольных активов в самостоятельную компанию. Evonik Industries была создана 12 сентября 2007 года. Первоначально планировалось отделить компанию через размещение её акций на бирже, однако из-за мирового финансового кризиса это стало нецелесообразным, и пришлось прибегнуть к частным инвесторам. В июне 2008 года частная инвестиционная компания CVC Capital Partners (нем.) купила долю 25,01 % в компании. Среди многих других инвесторов, которые хотели приобрести акции Evonik Industries, были такие гиганты как Blackstone Group и Газпром. Акции компании были размещены на Франкфуртской фондовой бирже лишь в апреле 2013 года

## Деятельность
Основные подразделения по состоянию на 2021 год:
- Специальные добавки — химические добавки, используемые при производстве различных материалов; 25 % выручки.
- Питание и уход — пищевые добавки, ингредиенты косметики и бытовой химии; 24 % выручки.
- Технологичные материалы — материалы для автомобильной, лако-красочной и строительной отраслей; 26 % выручки.
- Эксплуатационные материалы — инновационные материалы в сферах электроники, питания, фармацевтики, производства пластмасс; 20 % выручки.
- Технологии и инфраструктура — лицензирование технологий; 5 % выручки.

Основные регионы деятельности:
- Европа, Ближний Восток и Африка — 49 % выручки;
- Азиатско-Тихоокеанский регион — 23 % выручки;
- Северная Америка — 23 % выручки;
- Центральная и Южная Америка — 5 % выручки.

Производственные мощности насчитывают 102 предприятия в 27 странах. Крупнейшие заводы находятся в Германии (Марль, Весселинг и Райнфельден), Бельгии (Антверпен), США (Мобил, Алабама), Китае (Шанхай), Сингапуре.

### Производство продуктов химии
Химическое подразделение концерна является мировым лидером в перспективных областях специальной химии. В основном это — производство перекиси водорода и кормовой аминокислоты — DL-метионина. Концерн ведёт широкие исследовательские работы в области нанотехнологий. На данный момент более 80 % оборота концерн получает благодаря своим крепким позициям на рынках. Особый акцент делается на совершенствовании систем маркетинга, изучении потребностей клиентов, увеличении присутствия в регионах роста и усилении инновационных процессов. Ориентированные на рынок исследования и постоянное совершенствование продуктов являются решающим фактором эффективного развития.

### Энергетика
Основные направления подразделения энергетики — планирование, финансирование, строительство и эксплуатация электростанций, работающих на каменном угле. В Германии концерн эксплуатирует девять электростанций, работающих на каменном угле, и две электростанции обеспечивающие энергией нефтеперерабатывающие заводы. Evonik Industries эксплуатирует крупнейшие угольные электростанции в Колумбии, Турции и на Филиппинах. Установленная мощность составляет 10 000 МВт, включая приблизительно 8 000 МВт в Германии. Концерн имеет устойчивые позиции на быстрорастущих перспективных рынках возобновляемых источников энергии и является одним из лидеров немецкого рынка в сфере поставок рудничного газа, биомассы и геотермальной энергии.

### Недвижимость
Подразделение недвижимости владеет 60 000 жилых объектов, которые сосредоточены на территории Германии, а также имеет долю 50 % в компании THS GmbH (нем.), в жилом фонде которой находится более 75 000 квартир. Evonik Industries является одной из крупнейших жилищных компаний Германии. Акцент делается на сдачу в аренду помещений для частного сектора. Концерн является генеральным партнером футбольного клуба Боруссия Дортмунд.

## Дочерние компании
Основные дочерние компании по состоянию на 2021 год:
- Бельгия: Evonik Antwerpen NV; Evonik Oxeno Antwerpen NV
- Бразилия: Evonik Brasil Ltda.
- Великобритания: Evonik Speciality Organics Ltd.; Evonik UK Holdings Ltd.
- Германия: Evonik Operations GmbH; Evonik Real Estate GmbH & Co. KG; Evonik Superabsorber GmbH
- Индия: Evonik India Pvt. Ltd.
- Канада: Evonik Canada Inc.
- Китай: Evonik (China) Co., Ltd.; Evonik Specialty Chemicals (Nanjing) Co., Ltd.; Evonik Specialty Chemicals (Shanghai) Co., Ltd.
- Мексика: Evonik Industries de Mexico, S.A. de C.V.
- Нидерланды: Evonik Finance B.V.; Evonik International Holding B.V.
- Республика Корея: Evonik Korea Ltd.
- Сингапур: Evonik Methionine SEA Pte. Ltd.; Evonik (SEA) Pte. Ltd.
- США: Evonik Active Oxygens, LLC; Evonik Corporation; Evonik Oil Additives USA, Inc.; Evonik Superabsorber LLC
- Китайская Республика: Evonik Taiwan Ltd.
- Япония: Evonik Japan Co., Ltd.; Nippon Aerosil Co., Ltd. (80 %)

Концерн является генеральным партнером футбольного клуба «Боруссия Дортмунд», в нём на конец 2021 года Evonik принадлежало 39 % акций.